# István Liszkay
István Liszkay (30 de novembro de 1912, data de morte desconhecida) foi um ciclista de estrada e pista húngaro que competiu no ciclismo nos Jogos Olímpicos de Verão de 1936, representando a Hungria.